# Centrale nucléaire de Bradwell
Pour les articles homonymes, voir Bradwell.
La centrale nucléaire de Bradwell est située sur la péninsule Dengie, au sud-est de l'Angleterre. Elle tire son nom du village voisin de Bradwell-on-Sea.

## Description
La centrale est composée de deux réacteurs nucléaires de type Magnox, actuellement en phase de démantèlement depuis 2002 après 40 ans de fonctionnement.

La construction de la centrale a débuté en 1957 et elle a été mise en service en 1962. C'est l'une des 11 centrales de type Magnox mises en route au Royaume-Uni entre 1956 et 1971. Pendant son fonctionnement, la centrale avait produit près de 60 TWh par an.

En 1999, le gouvernement avait annoncé que la centrale serait arrêtée en 2002, c'est la première centrale nucléaire arrêtée conformément à une décision.

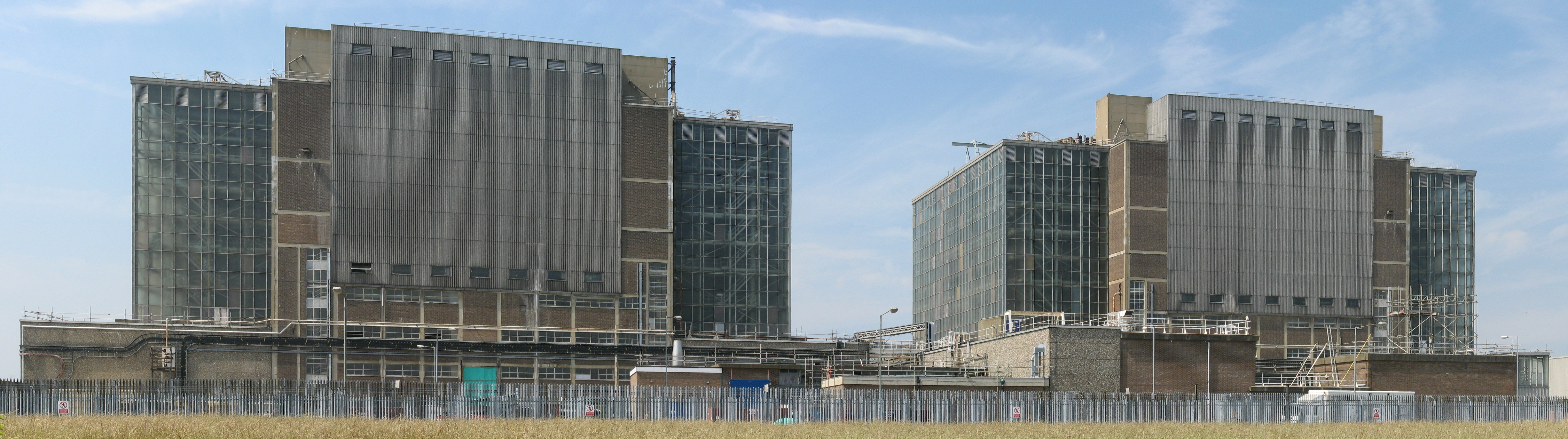
Centrale vue de l'est.
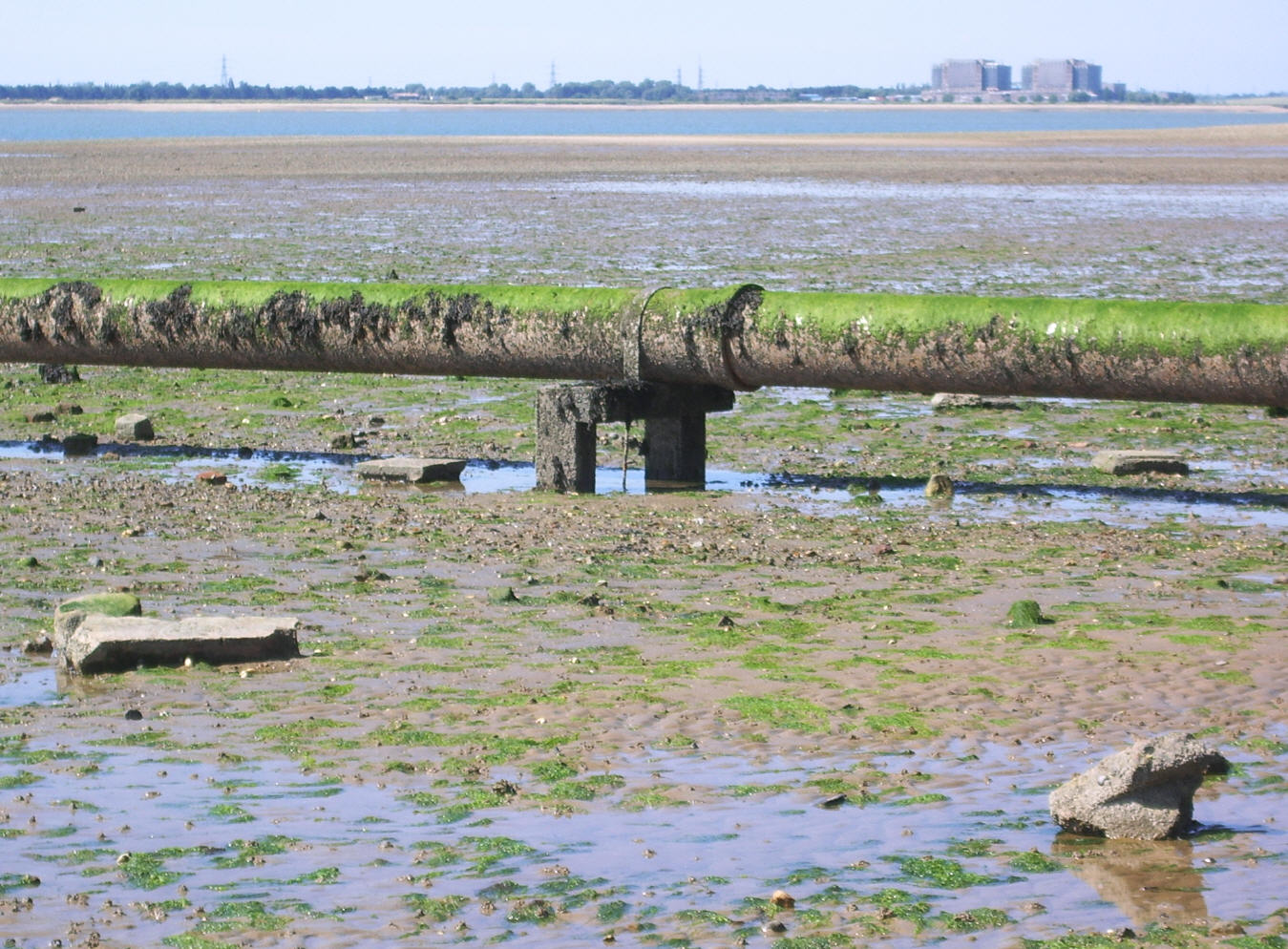
Bradwell, vue du tuyau d'évacuation des eaux usées.
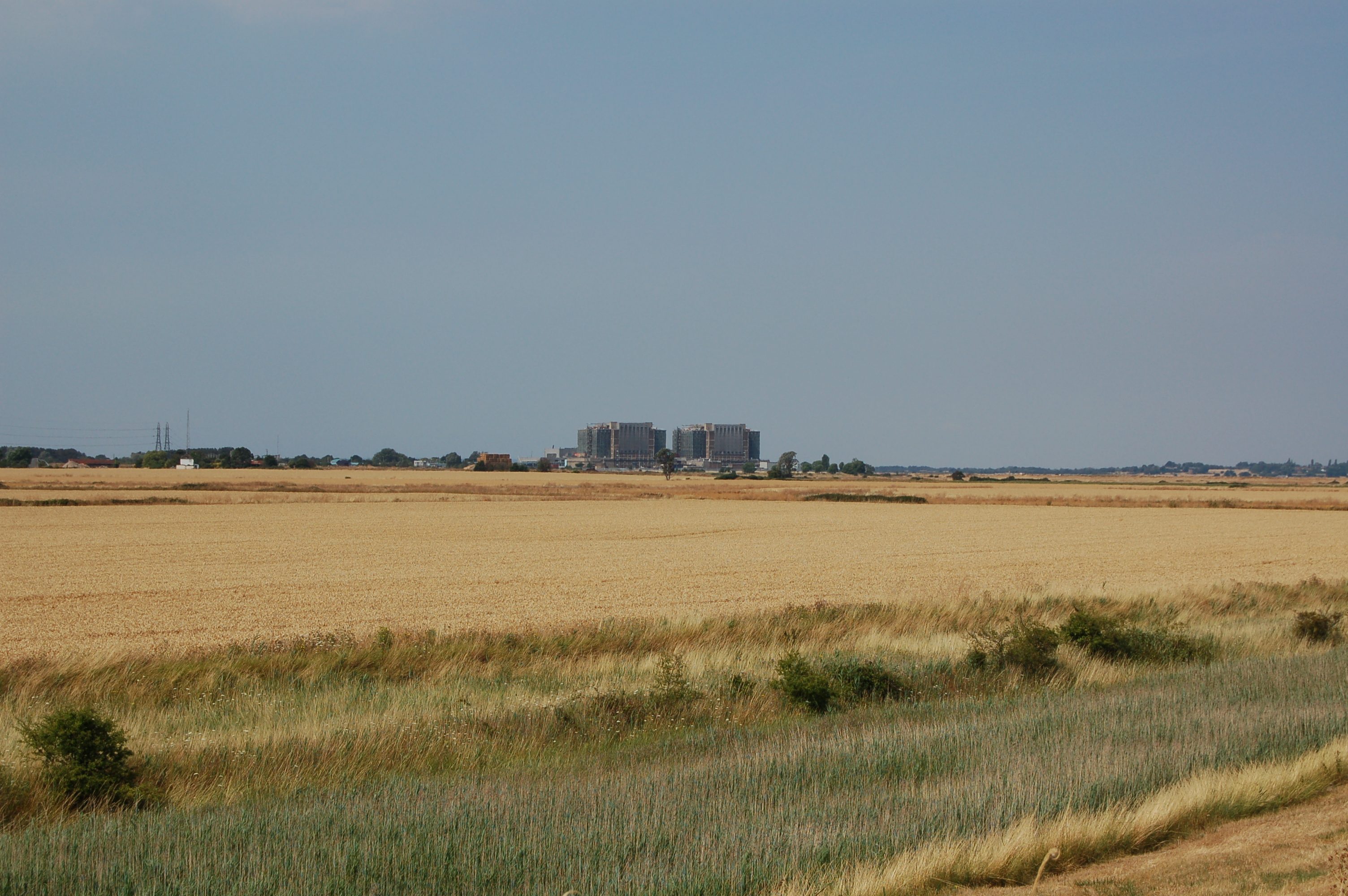
Centrale nucléaire de Bradwell.